# Typ 4 Gewehr
Das Typ 4 Gewehr (jap. 四式自動小銃, Shi-shiki jidō shōjū), auch Typ 5 Gewehr, war ein experimentelles Selbstladegewehr der Kaiserlich Japanischen Streitkräfte im Zweiten Weltkrieg. Es war eine Kopie des amerikanischen M1 Garand Gewehrs, dass während der Kämpfe im Pazifik erbeutet worden war. Im Gegensatz zu seinem amerikanischen Vorbild wurde bei der japanischen Version zwei 5-Schuss-Ladestreifen im Kaliber 7,7 × 58 mm verwendet.

## Geschichte
Bereits in den 1920er Jahren entwickelten die japanischen Streitkräfte ein Interesse an selbstladenden Gewehren. Allerdings scheiterten die Ansätze und erwiesen sich nicht als verlässlich. Stattdessen verließ man sich weiterhin auf Repetiergewehre mit Kammerstängel. Erst als im Verlauf des Pazifikkrieges gegnerische automatische Gewehre wie das M1 Garand, die über eine höhere Feuerkraft als die eigenen Gewehre verfügte, erbeutet wurden, kam das Interesse an einer derartigen Waffe wieder auf. Heer und Marine zeigten beide Interesse an dem Selbstlader doch lediglich Letztgenannte ließen erste Prototypen entwickeln. Um Zeit und wertvolle Ressourcen zu schonen, wurde beschlossen, das M1 Garand zu kopieren bzw. geringfügig zu modifizieren. Das 1944 entwickelte Gewehr trug die Bezeichnung Typ 4 Gewehr, verschoss die innerhalb der japanischen Streitkräfte übliche 7,7 mm Munition und konnte zwei 5-Schuss-Ladestreifen aufnehmen. Die Produktion sollte im Laufe des Jahres 1945 anlaufen und so erhielt die Waffe auch die Bezeichnung Typ 5 Gewehr. Durch die Kapitulation Japans im August 1945 kam es jedoch nur zu einer Produktion von 100 bis 250 Gewehren, von denen eine Großzahl nicht zusammen montiert waren.